# Välfärdssamhälle
Ett välfärdssamhälle eller en välfärdsstat är ett samhälle där staten tar ett stort ansvar för befolkningens eller medborgarnas välfärd. Begreppet är mångtydigt, det vill säga det saknas enighet kring en entydig definition. Termen kan i vid mening avse själva nationalstaten, men används också i en snävare mening som avser offentliga och ofta statliga (därav termen välfärdsstat) välfärdssystem som syftar till att hantera sociala risker och problem, såsom socialförsäkringar och tillhandahållande av bidrag, vård, omsorg, social service och utbildning. I välfärdsstater omfördelar staten resurser över samhällsmedlemmarnas livscykel och för ökad jämlikhet. Betydelsen av privat stödgivning och välgörenhet från till exempel familj, välgörenhetsorganisationer och arbetsgivare är i utbyggda välfärdssamhällen begränsad.

## Definition
Trots att välfärdsstat är ett etablerat och viktigt begrepp inom socialpolitikens område, saknas det enighet om en entydig definition av begreppet. En välfärdsstat kan gestalta sig på olika sätt men vissa gemensamma drag kan urskiljas. En välfärdsstat är en stat i en nationalstat som tar ett kollektivt ansvar för medborgarnas eller befolkningens sociala välfärd, erbjuder en omfattande demokrati samt en viss nivå på levnadsstandard. I en välfärdsstat erbjuder staten ett välutvecklat kollektivt riskhanteringssystem samt någon form av offentligt tjänstesystem. Landet bör också upplevas som stabilt och uppnå en viss nivå av demokrati för att kunna kallas välfärdsstat. Enligt vissa definitioner ska en välfärdsstat säkerställa och garantera den enskilda individens behov och skapa en grund för en samhällsgemenskap i vilken alla invånare har en social delaktighet.
Inom socialpolitiken är sociala risker och sociala problem centralt. Välfärdsstatens uppgift är att skydda medborgarna eller befolkningen från dem. En social risk innebär en situation där en individ  inte förmår försörja sig själv och således blir beroende av hjälp från andra hjälp för att överleva och kunna uppnå en allmänt accepterad lägsta nivå på levnadsstandard. Exempel på sociala risker är arbetslöshet, graviditet, sjukdom, ohälsa eller ålderdom. Begreppet sociala problem går hand i hand med sociala risker. Ett socialt problem kan beskrivas som risksituationer som bedömts som särskilt hotfulla eller problematiska utifrån ett samhälls- eller individperspektiv. Sociala problem kan vara förknippade med individers karaktärer och beteenden där till exempel missbruk är ett vanligt förekommande problem.
Begreppet har kritiserats för att vara otydligt och fästa för stor vikt vid statens roll för mänskligt välbefinnande. Det har bidragit till att begrepp som välfärdssamhälle eller välfärdsregim har använts som synonymer till välfärdsstat.
Nationalencyklopedin definierar välfärdsstat som en nationalstat där det offentliga ansvaret för medborgarnas välfärd är omfattande. Välfärdsstatens uppgift är vidare att omfördela resurser mellan livets olika skeden samt även mellan olika samhällsklasser. Särskilt stöd erbjuds åt de människor som löper stor risk att drabbas av olika sociala problem och risker. I en välfärdsstat är det staten som har det huvudsakliga ansvaret för människornas välfärd, medan alternativa stödgivares (till exempel familj, välgörenhetsorganisationer och arbetsgivare) möjligheter att stödja är begränsade.
Eftersom den engelska termen welfare kan betyda såväl välfärd, socialt skydd som socialpolitik, kan den engelska termen welfare state helt enkelt betyda en stat som bedriver socialpolitik. Det kan bidra till förvirring kring definitionen av begreppet på svenska, där välfärd inte är synonymt med socialt skydd eller socialpolitik.

## Begreppets ursprung
Den brittiske historikern Asa Briggs menar att det myntats under andra världskriget av den engelske ärkebiskopen William Temple, där welfare state (svenska: välfärdsstat) användes som motsats till warfare state (svenska: krigsstat) i form av Nazityskland.[källa behövs] Den österrikisk-brittiske nationalekonomen Friedrich von Hayek menar dock att det äldre tyska begreppet Wohlfahrtsstaat är det ursprungliga.[källa behövs] Klart är dock att idéerna som sådana vuxit fram i Preussen under andra halvan av 1800-talet.[källa behövs]

## Historik

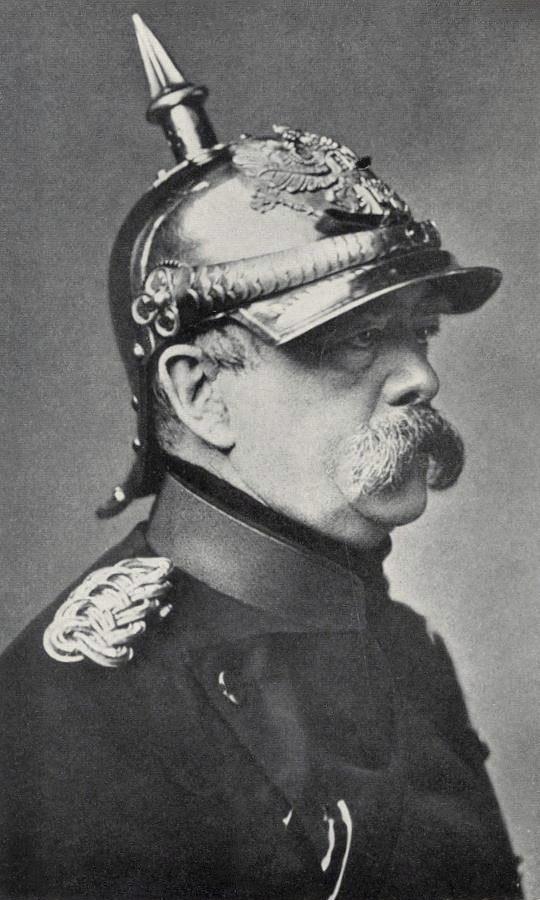
Otto von Bismarck, föregångare inom socialförsäkrings-området.

Företeelsen att en stat månar om sin befolkning är känd genom hela historien. Ren och skär statsnytta kräver att en stat försöker lindra effekter av svält och andra katastrofer. Den babyloniska kungen Hammurabi, som levde på 1700-talet f.Kr., är till exempel känd för att ha strävat efter att ordna samhället så att det skulle bli tryggt att leva i.
Flera av de större världsreligionerna förespråkar omsorg om de fattiga. I Sverige tog det sig uttryck i fattigvård i 1686 års kyrkolag. 

### Otto von Bismarck, socialstaten och sociallagstiftning
Teorin om välfärdsstaten tillskrivs nationalekonomen Gustav von Schmoller från Tyskland under Bismarcks regeringstid. Otto von Bismarck är den som först fört fram förslag om ett socialförsäkringssystem (Sozialgesetzgebung). Detta skedde 1878. Hans förslag innehöll olycksfallsförsäkring, sjukförsäkring, försäkring mot invaliditet och åldersarmod, det vill säga en slags ålderspension för behövande. Försäkringarna skulle vara statligt kontrollerade och Bismarck använde till och med ordet statssocialism om sitt förslag (Staatssozialismus). Delar av förslaget fick han inte igenom, men sjukförsäkring infördes 1883 och olycksfallsförsäkring 1884. År 1889 infördes obligatorisk ålderdoms- och invaliditetsförsäkring. Därmed blev det preussiska kungariket inom kejsardömet Tyskland föregångare inom socialförsäkringsområdet.[källa behövs]

### Storbritannien och Sverige före och under första världskriget
I Storbritannien var den liberale premiärministern David Lloyd George under åren 1905-1916 drivande kraft bakom införande av ålderspension, arbetslöshetsförsäkring och stöd till sjuka och handikappade. Dessa reformer kallades för liberala reformer (Liberal reforms). Under samma tid infördes folkpension i Sverige.

### Den moderna välfärdsstatens framväxt
Barnbidraget fördes fram av det socialistiska Fabian society. Grundtanken där var att det föddes för få barn. Fabian society konstaterade också att fattiga personer tenderade att ha fler barn än välbeställda. Denna tanke fördes 1934 in i svensk debatt genom boken Kris i befolkningsfrågan av Alva och Gunnar Myrdal.

## Det moderna välfärdssamhället
Välfärdssamhället har utvecklats olika i olika länder beroende på vilken politisk åskådning som dominerat. I grunden finns en ideologisk diskussion om vilka rättigheter en medborgare har.
Den danske statsvetaren Gøsta Esping-Andersen har analyserat tre olika typer av välfärdsstater:
1. den liberala,
2. den konservativa och
3. den socialdemokratiska.

Typiska exponenter för typ (1) är USA, men också Storbritannien, Kanada, Australien och Nya Zeeland brukar räknas dit. Här baseras välfärden huvudsakligen på privata försäkringar, som kompletteras med behovsprövade stöd. Skatterna i dessa länder tenderar att bli låga och någon omfördelningseffekt eftersträvas inte. I länder av typ (2), där Tyskland är arketypen, bygger mycket på korporationer av olika slag, organiserade genom till exempel familj, yrken och kyrkan. Förmånerna är relativt generösa, men baseras på tidigare inkomster och syftar inte till någon omfördelning. De nordiska/skandinaviska länderna representerar typ (3) med generösa, icke-behovsprövade förmåner och har också ett starkt inslag av omfördelning i sina system. Skattesatserna blir därför höga i dessa ekonomier.
Den socialdemokratiska välfärdsstaten omfördelar resurser från rika till fattiga och mellan livets olika skeden. I utbyggda socialdemokratiska välfärdsstater, såsom de nordiska, dominerar staten som stödgivare medan familjer, välgörenhetsorganisationer, privat sektor och arbetsgivare har mer begränsade roller i det avseendet.

## Debatt kring välfärdssamhället
Det råder delade meningar om hur stor ansvar staten bör ta. Vissa menar att en stor stat är ineffektiv och byråkratisk samt begränsar medborgarnas eller befolkningens frihet och valmöjligheter. Andra anser att staten bör ta ett större ansvar för befolkningens välfärd genom socialpolitik, särskilt i syfte att minska ojämlikhet. Det finns även de som pekar på negativa effekter till följd av att människan undantas eget ansvar för den egna livssituationen.Vissa pekar även på att en stor välfärdsstat tenderar att underminera familjernas och de civila gemenskapernas roll i samhället.